# Centrum (stanice metra ve Varšavě)
Centrum je stanice varšavského metra na lince M1. Kód stanice je A-13. Otevřena byla 26. května 1998. Ze stanice je možnost přestupu na autobus a tramvaj a vlak. Leží v městské části Śródmieście.